# كايت باكيت

كايت باكيت

كايت باكيت شخصية محورية في المسلسل التلفزيوني كاسل تجسدها الممثلة الكندية ستانا كاتيك.

## البطاقة الفنية
- الاسم الكامل: كاثرين «كايت» باكيت
- المخترع: أندرو دبليو مارلو
- العمر: 32
- الجنس: أنثى
- أول عمل ظهرت خلاله: المسلسل التلفزيوني كاسل
- سنة الظهور: 2009
- تجسيد: ستانا كاتيك
- المهنة: ملازم شرطة / محققة
- السلاح الشخصي:Glock
- العائلة: جيمس «جيم» باكيت (أب)، جوانا باكيت (أم)

## وصف الشخصية
كاثرين باكيت أو المحققة «كايت باكيت» هي محققة برتبة ملازم بالقسم 12، وحدة تحقيقات جرائم القتل بشرطة نيويورك، كايت محققة جميلة دخلت الشرطة رغبة في التصدي لجرائم القتل التي كانت أمها إحدى ضحاياها وهي شخصية بسيطة لكنها عاطفية ومكبوتة وتعيش توترا خاصة في علاقتها مع مرافقها الكاتب الشهير ريتشارد كاسل.

## قضية مقتل والدتها
في هذه السلسلة، عملت كيت كملازم أول في شرطة نيويورك لعدة سنوات.
بعد أن تدربت على يد رويس مايك، خلال عملها في شرطة نيويورك تحاول حل جريمة قتل والدتها (لا تزال دون حل). تحمل كيت حول عنقها سلسة مربوطة بخاتم خطوبة والدتها، وساعة يد من والدها.الذي كان قد أصبح مدمنا على الكحول بعد مقتل زوجته.
ضد نصيحة بيكيت، كاسل يقرر التحقيق في جريمة قتل والدتها. ويتمكن من اكتشاف عناصر جديدة، لكن بيكيت تطلب منه الكف عن ذلك نهائيا وعن التعاون مع الشرطة كذلك.
في الموسم الثاني، تتوجه مباشرة إلى قاتل والدتها، وذلك بمساعدة اكتشافات كاسل السابقة التي تساعد على ربط قضية مقتل والدتها مع إحدى القضايا التي تحقق فيها. ومع ذلك، يتضح أن المتهم في قضيتها الجديدة ليس إلا مجرد وسيط، يعمل مع عصابة خطيرة جدا. لسوء الحظ، تضطر كيت لإطلاق النار عليه قبل أن تتمكن من الحصول علي معلومات مهمة منه عن هوية قاتل والدتها لأنه كان على وشك قتل كاسل.

## الحياة الشخصية
في نهاية الموسم الثاني، في الحين الذي يقرر كاسل ان يوقف تعاونه مع الشرطة، بيكيت تقرر تعترف له بمشاعرها نحوه، ولكن في ذلك الوقت، كاسل المحبط يصل مع زوجته السابقة وتقول أنهما قررا معا الذهاب في عطلة سويا، من أجل استعادة علاقتهما السابقة، تصاب بيكيت بخيبة أمل، لكنها لا تظهر شيئا.
في الموسم الثالث: يظهر ان باكيت تبدأ علاقة جديدة مع جوش ديفيدسون، وهو طبيب قلب جراح.
الموسم الرابع: بعد إصابتها بطلق ناري في نهاية الموسم الثالث، باكيت تقرر أنهاء علاقتها مع جوش، وتخفي حقيقة ذكرياتها مع كاسل من المشهد الأخير في الحلقة الأخيرة الموسم الثالث حين أعترف كاسل أنه يحبها. في نهاية ذلك الموسم، يعترف كل من باكيت وكاسل بحبهما لبعضيهما.